# 카와치 타카유키
카와치 타카유키(일본어: 河内 孝博, 1975년 1월 28일~)는 링 아나운서 겸 텔레비전 실황 담당을 맡고 있다. 일본의 성우이며 도야마현 히미시에서 태어났다. 아오니 프로덕션 소속이다.

## 출연작품

### TV애니메이션
2000년
- 마루코는 아홉살 (2000년 - 2016년, TV나레이션)

2001년
- 탑블레이드 (살바트로)

2004년
- 링에 걸어라1 （2004년 - 2010년, 아나운스, 심판, 아나운서, 경비원)

2008년
- 고르고13 (뉴스 캐스터)
- 미치코의 핫포 (2008년 - 2009년, 라디오음성, 뉴스음성, TV해설, 아나운서)

2009년
- 은혼 (실황)

2010년
- 넷 미라클 쇼핑 (남자 내레이터)

2016년
- 쿠로무쿠로 (엔리케)

2017년
- UQ HOLDER! (무도회 실황)

2018년
- 풀 메탈 패닉! Invisible Victory (아나운서)

2020년
- 하이큐!! TO THE TOP (아나운서 B, 아나운서)